# Voyage à travers l'impossible
Voyage à travers l'impossible est une pièce fantastique en trois actes et vingt tableaux écrite par Jules Verne en 1882, en collaboration avec Adolphe Dennery. La première eut lieu le 25 novembre 1882 au théâtre de la Porte-Saint-Martin.

## Résumé de l'intrigue
Le début de l'action se situe au Danemark, dans la grande salle d'un château. Le jeune baron Georges de Traventhal ne rêve que de voyages et d'aventures. Sa mère, Madame de Traventhal, pour tenter de le guérir de ses obsessions, consulte un médecin qui vient d'arriver dans le pays, un certain Docteur Ox. Ce dernier révèle à Georges qu'il est le fils de John Hatteras. Il lui conseille de boire un philtre magique, qui lui permettra de partir en voyage, accompagné du maître à danser Tartelet. Nos personnages arrivent au centre de la Terre où ils rencontrent le peuple Salamandre, qui vit au milieu du feu. Puis ils se retrouvent à bord du Nautilus et font la connaissance du capitaine Nemo. Les Atlantes proclament Georges roi de l'Atlantide, à condition qu'il épouse la fille du souverain défunt. Le troisième acte se déroule sur la planète Altor, après un détour par le Gun-Club où l'on croise Impey Barbicane et les autres membres de cette célèbre association.

## Personnages
- Madame de Traventhal.

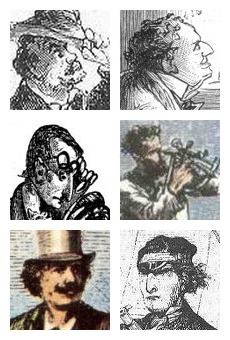
Cinq personnages des livres de Jules Verne apparaissant dans la pièce : T. Artelett (renommé Tartelet), Docteur Ox, Lidenbrock, Nemo et Ardan. Le sixième, Hatteras, est le père du héros.

- Éva, petite-fille de Mme de Traventhal, alias une Altorienne.
- Tartelet, maître à danser.
- Georges Hatteras, fils du capitaine Hatteras.
- Niels, domestique de Mme de Traventhal.
- Docteur Ox.
- Maître Volsius, organiste de la cathédrale d'Andernak, alias le professeur Lidenbrock, le capitaine Nemo, Michel Ardan, un Altorien.
- Axel Valdemar, de Copenhague.
- Impey Barbicane, président du Gun-Club.
- J.-T. Maston, membre du Gun-Club.
- Un hôtelier napolitain.
- Le capitaine Anderson.
- Ascalis, prêtre des Atlantes.
- Ammon, prêtre des Atlantes.
- Électre, prophétesse.
- Céléna, fille du défunt roi Atlas.
- Un joailler de Goa.
- Un Anglais.
- Un employé du télégraphe.
- Sauvages « intraterrestres ».
- Altoriens et Altoriennes.
- Porteurs, matelots, membres du Gun-Club, foules.

## Représentations
La pièce est annoncée dans Le Figaro par Arnold Mortier, sous le pseudonyme « Un Monsieur de l'Orchestre », le 31 mars 1882 pour le 1er septembre au théâtre de la Porte-Saint-Martin, annonce qui est désavouée par Jules Verne.
La pièce connaît 97 représentations (43 en 1882 et 54 en 1883). Elle quitte l'affiche le 11 février 1883 après avoir rapporté à Jules Verne 19 335,99 F (5 % des recettes pour Verne, 7 % pour d'Ennery).

## Distribution
- Augustin Guillemet dit Alexandre : Tartelet
- Joseph-François Dailly : Valdemar
- Joseph Joumard : Volsius
- Jeanne Malvau : Èva
- Paul Félix Taillade : Docteur Ox
- Maurice Volny : Georges Hatteras

## Éditions
- 1981. Jean-Jacques Pauvert. La Vue. Présentation et commentaires de François Raymond. Évocation historique de Robert Pourvoyeur.
- 2005. Éditions de L'Atalante. Préface de Jean-Michel Margot. Postface d'Agnès Marcetteau-Paul : Leçons d'abîme.

## Adaptation cinématographique
Georges Méliès a produit en 1903 un film librement inspiré de cette pièce : Le Voyage à travers l'impossible.